# 韓國國家遺產
國家遺產（：／），前稱文化財，由大韩民国官方認定。 

## 文化憲章規範
1. 文化財必須在原有狀態下維護。
2. 文化財及其所屬環境，均應在無差別發展下受到保護。
3. 文化財在任何環境下絕不可遭受破壞、偷竊或不法買賣，因為文化財超過物質之價值。
4. 文化財之價值必須藉由家庭、學校及社會之教育教導民眾，並廣泛宣傳。
5. 所有國民均負有維護、發展及傳遞國家輝煌文化財之責任。

## 歷史
1962年，韓國政府制定了《文化財保護法》，將具有悠久歷史的國家文物經過鑑定程序後，認定為有形文物財，並給予編號，有形文物財編號第一號是崇禮門（俗稱南大門）。 
1964年12月17日韓國開始蒐集各地方傳統技藝或技能，並將宗廟祭禮樂這一傳統藝能之傳統保有者編列為無形文化財第一號。除宗廟祭樂外，1964年被指定為無形文化財者尚有其餘30項目。
1997年12月8日，韓國文化財行政專屬單位制定了《文化憲章》以保護其文化財。2000年以後，韓國對於現代完成之建築，也嘗試將其納入為指定之文化財。
2004年，韓國一共有109項包括音樂、舞蹈、戲劇、工藝、飲食等傳統文化被認證成為無形文化財，並有120位從事此項目者被授為重要無形文化財保有者。

## 無形文化財指定過程
1. 提出申請：由地方組織提出申請或由文化財主管機關之行政人員依職權提出指定項目之申請，兩者均應含纳對於擁有者藝術技能之說明。
2. 仔細調查：由至少三位專家組成的委員會，基於前項所提出的申請資料，全面且透徹的深入調查。
3. 初步採決：經過調查之後，委員會初步決定是否成為指定項目。
4. 先期預告：在政府公報上先期預告擬指定的項目，預告期至少30天以上。
5. 縝密考量：再經委員會之縝密會商，決定成為指定項目或刪除此項目。
6. 宣布成為指定項目：如結果決定成為指定項目，則宣布在政府公報，並通知申請者、地方組織及擁有者。當指定的項目已失去作為國家資產的價值，或基於特殊理由時，經過委員會的縝密審理，亦可廢除重要無形文化財之指定。

## 文化財保護制度
無形意為不拘形式之藝術的活動或技術；無形文化財係人類生存中與自然共生之結果，富含歷史、學術、藝術價值及地方特色，故其範圍包括值得保存的文化資產及絕佳之自然遺產。 
被指定為重要無形文化財者確因個人或組織有此藝術或技術之能力，經由個人或組織之學習、練習及傳承所形成。個人則稱之為「擁有者」，個人或組織擁有者在傳承教育中心設立之下受到鼓勵及支持，成功承續維持及維護此傳統文化。
為了讓無形文化財能夠穩定而且有系統的發展，韓國的無形文化財制度，已經建立了由擁有者－學徒－研究生－獎助生一套完整的制度並且藉由這一套制度，對於擁有者、學徒、獎助生每月提供補助，保障了他們的基本生活，讓他們能專心傳授文化財，同時韓國政府也支持表演及展覽活動、建立了遺產教育中心，讓無形文化財得以宣習及教育。

## 文化財列表
| 類型     | 例項(編號)                                                                               |
| -------- | ---------------------------------------------------------------------------------------- |
| 音樂     | 宗廟祭樂(1)                                                                              |
| 舞蹈     | 晉州劍舞(12)、僧舞(27)                                                                   |
| 戲劇     | 楊州別山台(2)、鳳山面具舞(17)、東萊野遊(18)                                              |
| 祭典     | 江陵端午祭(13)、恩山別神祭(9)、宗廟祭禮(56)                                              |
| 武術     | 跆拳道(76)                                                                               |
| 民俗遊戲 | 靈山拔河(26)                                                                             |
| 傳統工藝 | 羅州拉絲匠(115)、漆匠(113)                                                               |
| 烹飪     | 朝鮮王朝宮中飮食(38)、當地釀造酒(86)、문배주(86-1)、면천두견주(86-2)、경주교동법주(86-3) |